# Гавриловское (Спасский район)
Гаври́ловское — село в Спасском районе Рязанской области. Единственный населённый пункт в составе Гавриловского сельского поселения. 

## География
Село расположено на северной окраине районного центра. Ближайшие населённые пункты — деревня Панино к западу, деревня Селезеново к северу и Спасск-Рязанский к югу.

## История
Деревня Гавриловская упоминается в числе вотчин Спасо-Зарецкого монастыря в писцовых книгах за 1629 год.  В 1794 году в селе была освящена вновь построенная Введенская церковь.
В 1905 году село являлось административным центром Гавриловской волости Спасского уезда Рязанской губернии и имело 572 двора при численности населения 3919 человек.

## Население
| 1859  | 1897  | 1906  | 2010  | 2012  | 2013  | 2014  |
| ----- | ----- | ----- | ----- | ----- | ----- | ----- |
| 1964  | ↗3556 | ↗3919 | ↘1515 | ↗1553 | ↗1579 | ↗1588 |
| 2015  | 2016  | 2017  | 2018  | 2019  | 2020  | 2021  |
| ↗1620 | ↗1631 | ↘1620 | ↘1585 | ↘1522 | ↗1555 | ↗1904 |

## Транспорт и связь
В селе Гавриловское имеется одноимённое сельское отделение почтовой связи (индекс 391060).

## Известные уроженцы
- Романцев, Олег Иванович (род. 1954) — футболист, тренер.
- Сазонов, Николай Иванович (1815—1862) — русский публицист и общественный деятель.
- Секачева, Раиса Ивановна (1937—2002) — мастер машинного доения, Герой Социалистического труда.